# Sematophyllum tequendamense
Sematophyllum tequendamense är en bladmossart som beskrevs av Mitten 1869. Sematophyllum tequendamense ingår i släktet Sematophyllum och familjen Sematophyllaceae. Inga underarter finns listade i Catalogue of Life.